# Мардынский, Юрий Станиславович
Юрий Станиславович Мардынский (род. 16 июля 1936 года, Чита, Забайкальский край, СССР) — советский и российский учёный-радиолог, член-корреспондент РАМН (1997), член-корреспондент РАН (2014). Заслуженный деятель науки Российской Федерации (1996).

## Биография
Родился 16 июля 1936 года в Чите.
В 1960 году — окончил Иркутский государственный медицинский институт, в 1962 году — клиническую ординатуру по специальности «радиология» и в 1965 году — аспирантуру по этой же специальности при Московском научно-исследовательском рентгенорадиологическом институте МЗ РСФСР (МНИРИ).
С 1965 года по настоящее время — работает в Медицинском радиологическом научном центре, пройдя путь от младшего научного сотрудника до заведующего отделением дистанционной лучевой терапии, в настоящее время — заведующий отделом лучевой терапии.
В 1967 году — защитил кандидатскую диссертацию, тема: «Лучевая терапия гигантоклеточных опухолей костей».
В 1978 году — защитил докторскую диссертацию, тема: «Мегавольтная лучевая терапия рака мочевого пузыря».
В 1989 году — присвоено учёное звание профессора.
В 1997 году — избран членом-корреспондентом РАМН.
В 2014 году — стал членом-корреспондентом РАН (в рамках присоединения РАМН и РАСХН к РАН).

## Научная деятельность
Специалист в области радиологии и радиотерапии.
Под его руководством были проведены разработки и обобщен экспериментально-клинический опыт нейтронной, сочетанной гамма-нейтронной, терморадиотерапии, сочетанной гамма-дистанционной и контактной терапии. Результаты этих исследований нашли отражение во многих статьях, докладах, монографиях и руководствах.
Также ведет исследования в области связанной с проблемой пространственно-временной оптимизации методов лучевой терапии, с разработкой новейших технологий андронной терапии.
Автор более 450 научных публикаций, в том числе 11 монографий, 2 руководств и 12 изобретений.
Под его руководством защищено 11 докторских и 20 кандидатских диссертаций.

## Награды
- Орден Почёта (2007)[4]
- Премия Правительства Российской Федерации в области науки и техники (в составе группы, за 2007 год) — за работу «Радиомодификаторы как главный способ повышения эффективности лучевой терапии злокачественных опухолей (клинико-экспериментальные исследования)»[5]
- Заслуженный деятель науки Российской Федерации (1996)[6]
- Медаль «В ознаменование 100-летия со дня рождения Владимира Ильича Ленина»
- 2 медали ВДНХ